# Бутаев, Пётр Матвеевич
Пётр Матве́евич Бута́ев (18 августа 1925, Ташёлка, Самарская губерния — 16 января 2002, Тольятти) — советский экскаваторщик, Герой Социалистического Труда.

## Биография
Родился в селе Ташёлка Ставропольского района Самарской области, трудовую деятельность начал на Ташёлской МТС.
Окончил Ульяновское танковое училище, участвовал в Великой Отечественной войне, служил в Забайкальском военном округе до 1956 года.
В 1956 году переехал в Ставрополь (ныне Тольятти), где устроился работать на «Куйбышевгидрострой». Работал машинистом эккаватора СУМР-1 управления механизации. Принимал участие в строительстве Волжской ГЭС им. Ленина, ТЭЦ, водозаборе завода «ТольяттиКаучук», Поволжского свинокомплекса, «АВТОВАЗа», Автозаводского района города и других объектов.
Всего на «КГС» Пётр Бутаев проработал 32 года.

## Награды
- Герой Социалистического Труда (1974) — за участие в строительстве АВТОВАЗа.
- Орден Ленина (1974),
- Орден Октябрьской Революции,
- Орден Трудового Красного Знамени.